# Willard Boyle

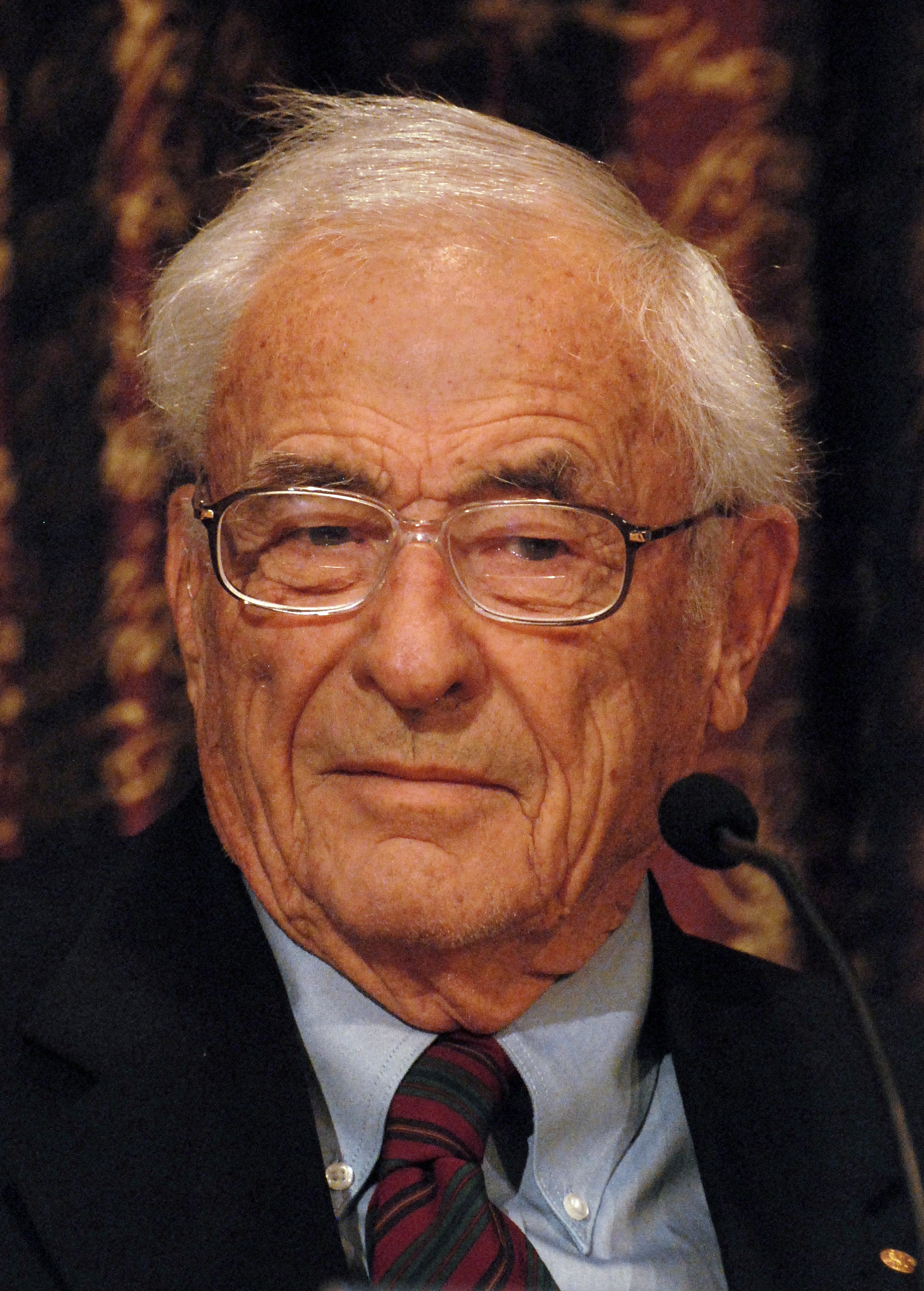
Willard Boyle (2009)

Willard Sterling Boyle, CC (* 19. August 1924 in Amherst, Nova Scotia; † 7. Mai 2011 in Halifax, Nova Scotia) war ein kanadischer Physiker und Miterfinder der Charge-coupled Devices (CCD). Im Jahre 2009 wurde ihm zusammen mit Charles Kuen Kao und George E. Smith der Nobelpreis für Physik zuerkannt.

## Leben und Werk
Boyle diente in der Royal Canadian Navy während des Zweiten Weltkriegs, griff aber selbst nie ins Kriegsgeschehen ein. Er erhielt den BSc 1947, den MSc 1948 und den Ph. D. 1950 von der McGill University.
Nach seiner Doktorarbeit war Boyle für ein Jahr am „Canada's Radiation Lab“-Laboratorium und lehrte für zwei Jahre am Royal Military College of Canada. 1953 ging Boyle zu den Bell Labs, wo er zusammen mit Don Nelson 1962 den Rubinlaser für den Dauerbetrieb weiterentwickelte. Sein Name wurde auch im ersten Patent des Halbleiter-Injektionslasers genannt. 1962 wurde er Direktor der Space Science and Exploratory Studies bei Bellcomm, einer Tochter der Bell Labs, und arbeitete am Apollo-Programm der NASA mit, für das er mögliche Landeplätze auf dem Mond auswählte und vorschlug. 1964 kehrte er zu den Bell Labs zurück, um an der Entwicklung integrierter Schaltkreise mitzuarbeiten. 
1969 erfanden Boyle und George E. Smith die CCD-Technik. Für diese bahnbrechende Entdeckung erhielten beide 1973 die Franklin Institute’s Stuart Ballantine Medal, den Morris N. Liebmann Memorial Award des Institute of Electrical and Electronics Engineers im Folgejahr und 2006 den Charles-Stark-Draper-Preis. 
Am 6. Oktober 2009 wurde ihm, zusammen mit George E. Smith, von der Königlich Schwedischen Akademie der Wissenschaften der Nobelpreis für Physik „für die Erfindung des CCD-Sensors“ zuerkannt. In demselben Jahr wurde er Mitglied der Royal Society of Canada.
Boyle war von 1975 bis zu seiner Pensionierung 1979 Executive Director am „Research for Bell Labs“. Anschließend zog er sich nach Nova Scotia zurück und wirkte dort am Research Council des „Canadian Institute of Advanced Research“ und des „Science Council of the Province of Nova Scotia“.